# NGC 3781
NGC 3781 é uma galáxia lenticular (S0) localizada na direcção da constelação de Leo. Possui uma declinação de +26° 21' 45" e uma ascensão recta de 11 horas, 39 minutos e 03,9 segundos.
A galáxia NGC 3781 foi descoberta em 28 de Abril de 1881 por Édouard Jean-Marie Stephan.